# Beculești (okręg Ardżesz)
Beculești – wieś w Rumunii, w okręgu Ardżesz, w gminie Ciomăgești. W 2011 roku liczyła 209 mieszkańców.